# Freddy Mansveld
Alfred Mansveld, noto Freddy (2 agosto 1911 – ...) è stato un bobbista belga, medaglia d'argento olimpica nel bob a quattro a Sankt Moritz 1948.

## Biografia
Attivo nella seconda metà degli anni quaranta, ha gareggiato nel ruolo di frenatore per la squadra nazionale belga.
Ha partecipato ai Giochi olimpici invernali di Sankt Moritz 1948, concludendo al quarto posto nel bob a due e conquistando la medaglia d'argento nel bob a quattro con i compagni Max Houben, Jacques Mouvet e Louis-Georges Niels.

## Palmarès

### Olimpiadi
- 1 medaglia:
  - 1 argento (bob a quattro a Sankt Moritz 1948).